# 臺中麴黴
臺中麴黴（学名：Aspergillus taichungensis）为髮菌科麴菌屬下的一个种。

## 扩展阅读
- 維基物種上的相關：臺中麴黴